# Brendan Rodgers
Brendan Rodgers (n. 26 ianuarie 1973, Carnlough⁠(d), Comitatul Antrim, Irlanda de Nord, Regatul Unit) este un fotbalist britanic retras din activitate, care a jucat pe post de fundaș la echipe ca Reading, Ballymena United FC și Newbury Town F.C.⁠(d). După încheierea carierei, a devenit antrenor, și antrenează în prezent pe Celtic Football Club.

## Cariera de jucător
A început cariera de jucător la Ballymena United ca apărător, unde a rămas până când a semnat cu Reading FC, la vârsta de 18 ani, deși o accidentare l-a forțat să se retragă de la vârsta de 20.

## Cariera de antrenor
El a rămas la Reading ca antrenor înainte de a fi invitat de către José Mourinho să se alăture echipei de tineret Chelsea ca antrenor al acesteia, în anul 2004. El a fost apoi promovat antrenor la echipa de rezerve în 2006.
În 2008 a fost numit antrenor la Watford, unde a rămas până când a acceptat o ofertă de a deveni antrenor al fostului său club, Reading în 2009. El a părăsit clubul de comun acord după o serie de rezultate dezamăgitoare șase luni mai târziu. În 2010 a devenit antrenor la Swansea City în Championship. El a condus clubul spre promovarea în Premier League, prima echipă galeză care a reușit vreodată acest lucru, ghidându-i apoi pe galezi spre un merituos loc 11 în Premier League la sezonul de debut. La data de 1 iunie 2012, Rodgers a acceptat o ofertă de a deveni noul antrenor al lui Liverpool. În sezonul 2013–14, Liverpool a fost aproape de titlu, încheind pe locul secund, la doar două puncte în urma campioanei Manchester City. La 4 octombrie 2015, după o remiză, 1-1, în derbiul cu Everton, Rodgers a fost demis de la Liverpool.
La 20 mai 2016, Rodgers a fost numit antrenor al echipei scoțiene Celtic Glasgow. În chiar primul sezon ca antrenor la Celtic, Rodgers a condus echipa spre tripla campionat-Cupa Scoției-Cupa Ligii și a încheiat stagiunea fără vreo înfrângere. A urmat o nouă triplă, în sezonul 2017-2018, precum și a treia Cupă a Ligii, în sezonul 2018-2019.
În februarie 2019, Rodgers a revenit în Premier League, fiind numit antrenor principal la Leicester City, după demiterea lui Claude Puel. În sezonul 2019-20, Rodgers a luptat cu Leicester pentru calificarea în Liga Campionilor, în cele din urmă încheind pe locul 5 și astfel obținând calificarea în Liga Europa UEFA. Situația s-a repetat în sezonul următor când din nou Leicester a petrecut mult timp între primele patru, dar a încheiat pe locul cinci. Echipa însă a scăzut nivelul în sezoanele următoare, iar la 2 aprilie 2023, după o înfrângere cu Crystal Palace care a lăsat echipa pe locul 18, Rodgers s-a despărțit de Leicester după rezilierea de comun acord a contractului.
În iunie 2023, a revenit la Celtic Glasgow.

## Palmares

### Antrenor
Swansea City
- Football League Championship play-offs: 2010–11

Celtic
- Scottish Premiership: 2016–17, 2017–18
- Scottish Cup: 2016–17, 2017–18
- Scottish League Cup: 2016–17, 2017–18, 2018–19

Leicester City
- FA Cup: 2020–21
- FA Community Shield: 2021

### Individual
- LMA Manager of the Year (1): 2013–14
- Antrenorul lunii în Premier League (3): Ianuarie 2012, August 2013, Martie 2014
- Antrenorul lunii în Football League Championship (1): Februarie 2011
- Antrenorul anului în Scoția: 2016–17